# Општина Уетамо (Мичоакан)
Уетамо (шп. Huetamo) општина је у Мексику у савезној држави Мичоакан. Општина се налази на надморској висини од 301 м.

## Становништво
Према подацима из 2010. у општини је живело 41937 становника.

### Хронологија
| Година       | 2000                  | 2005                  | 2010                  |
| ------------ | --------------------- | --------------------- | --------------------- |
| Становништво | 45441 (21783 / 23658) | 41239 (19839 / 21400) | 41937 (20531 / 21406) |

### Попис
| \| \| м \| \| \| ж \| \| 0—2 \| 1.108 \| \| \| 1.107 \| \| 3—5 \| 1.189 \| \| \| 1.184 \| \| 6—11 \| 2.448 \| \| \| 2.345 \| \| 12—14 \| 1.341 \| \| \| 1.308 \| \| 15—17 \| 1.414 \| \| \| 1.483 \| \| 18—24 \| 2.460 \| \| \| 2.633 \| \| 60+ \| 2.923 \| \| \| 3.087 \| \| Просек : \| 30,0 \| \| \| 30,5 \| |       |  |  |       |
| |       |  |  |       |
| | м     |  |  | ж     |
| 0—2 | 1.108 |  |  | 1.107 |
| 3—5 | 1.189 |  |  | 1.184 |
| 6—11 | 2.448 |  |  | 2.345 |
| 12—14 | 1.341 |  |  | 1.308 |
| 15—17 | 1.414 |  |  | 1.483 |
| 18—24 | 2.460 |  |  | 2.633 |
| 60+ | 2.923 |  |  | 3.087 |
| Просек : | 30,0  |  |  | 30,5  |

| #   | Индикатор                                                                                        | Вредност |
| --- | ------------------------------------------------------------------------------------------------ | -------- |
| 1   | Становништво од 0 до 2 године                                                                    | 2215     |
| 2   | Мушко становништво од 0 до 2 године                                                              | 1108     |
| 3   | Женско становништво од 0 до 2 године                                                             | 1107     |
| 4   | Становништво са 3 и више година                                                                  | 39508    |
| 5   | Мушко становништво са 3 и више година                                                            | 19318    |
| 6   | Женско становништво са 3 и више година                                                           | 20190    |
| 7   | Становништво са 5 и више година                                                                  | 37939    |
| 8   | Мушко становништво са 5 и више година                                                            | 18517    |
| 9   | Женско становништво са 5 и више година                                                           | 19422    |
| 10  | Становништво са 12 и више година                                                                 | 32342    |
| 11  | Мушко становништво са 12 и више година                                                           | 15681    |
| 12  | Женско становништво са 12 и више година                                                          | 16661    |
| 13  | Становништво са 15 и више година                                                                 | 29693    |
| 14  | Мушко становништво са 15 и више година                                                           | 14340    |
| 15  | Женско становништво са 15 и више година                                                          | 15353    |
| 16  | Становништво са 18 и више година                                                                 | 26796    |
| 17  | Мушко становништво са 18 и више година                                                           | 12926    |
| 18  | Женско становништво са 18 и више година                                                          | 13870    |
| 19  | Становништво од 3 до 5 година                                                                    | 2373     |
| 20  | Мушко становништво од 3 до 5 година                                                              | 1189     |
| 21  | Женско становништво од 3 до 5 година                                                             | 1184     |
| 22  | Становништво од 6 до 11 година                                                                   | 4793     |
| 23  | Мушко становништво од 6 до 11 година                                                             | 2448     |
| 24  | Женско становништво од 6 до 11 година                                                            | 2345     |
| 25  | Становништво од 8 до 14 година                                                                   | 5929     |
| 26  | Мушко становништво од 8 до 14 година                                                             | 3005     |
| 27  | Женско становништво од 8 до 14 година                                                            | 2924     |
| 28  | Становништво од 12 до 14 година                                                                  | 2649     |
| 29  | Мушко становништво од 12 до 14 година                                                            | 1341     |
| 30  | Женско становништво од 12 до 14 година                                                           | 1308     |
| 31  | Становништво од 15 до 17 година                                                                  | 2897     |
| 32  | Мушко становништво од 15 до 17 година                                                            | 1414     |
| 33  | Женско становништво од 15 до 17 година                                                           | 1483     |
| 34  | Становништво од 18 до 24 године                                                                  | 5093     |
| 35  | Мушко становништво од 18 до 24 године                                                            | 2460     |
| 36  | Женско становништво од 18 до 24 године                                                           | 2633     |
| 37  | Женско становништво од 15 до 49 година                                                           | 10366    |
| 38  | Становништво са 60 и више година                                                                 | 6010     |
| 39  | Мушко становништво са 60 и више година                                                           | 2923     |
| 40  | Женско становништво са 60 и више година                                                          | 3087     |
| 41  | Однос између мушкараца и жена                                                                    | 95.91    |
| 42  | Становништво од нуле до 14 година                                                                | 12030    |
| 43  | Становништво од 15 до 64 године                                                                  | 25062    |
| 44  | Становништво од 65 година и више                                                                 | 4631     |
| 45  | Просечан број деце                                                                               | 3.31     |
| 46  | Становништво рођено у ентитету                                                                   | 37745    |
| 47  | Мушко становништво рођено у ентитету                                                             | 18511    |
| 48  | Женско становништво рођено у ентитету                                                            | 19234    |
| 49  | Становништво рођено у другом ентитету                                                            | 3158     |
| 50  | Мушко становништво рођено у другом ентитету                                                      | 1511     |
| 51  | Женско становништво рођено у другом ентитету                                                     | 1647     |
| 52  | Становништво од 5 година и више резидентно у ентитету у јуну 2005. године                        | 36170    |
| 53  | Мушко становништво старосног доба од 5 година и више, резидентно у ентитету у јуну 2005. године  | 17455    |
| 54  | Женско становништво старосног доба од 5 и више година, резидентно у ентитету у јуну 2005. године | 18715    |
| 55  | Становништво од 5 година и више које је живело у другом ентитету у јуну 2005. године             | 594      |
| 56  | Мушко становништво старије од 5 година које је живело у другом ентитету у јуну 2005. године      | 281      |
| 57  | Женско становништво старије од 5 година које је живело у другом ентитету у јуну 2005. године     | 313      |
| 58  | Становништво од 3 године и више које говори аутохтони језик                                      | 63       |
| 59  | Мушко становништво старо 3 године и више које говори аутохтони језик                             | 33       |
| 60  | Женско становништво старо 3 године и више које говори аутохтони језик                            | 30       |
| 61  | Становништво од 3 године и више које говори аутохтони језик и не говори шпански језик            | 1        |
| 62  | Мушко становништво старо 3 године и више које говори аутохтони језик и не говори шпански         | 1        |
| 63  | Женско становништво старо 3 године и више које говори аутохтони језик и не говори шпански језик  | 0        |
| 64  | Становништво старо 3 године и више које говори аутохтони језик и шпански                         | 41       |
| 65  | Мушко становништво старо 3 године и више које говори аутохтони језик и шпански                   | 24       |
| 66  | Женско становништво старо 3 године и више које говори аутохтони језик и шпански                  | 17       |
| 67  | Становништво од 5 година и више које говори аутохтони језик                                      | 62       |
| 68  | Становништво од 5 година и више које говори аутохтони језик и не говори шпански језик            | 1        |
| 69  | Становништво од 5 година и више које говори аутохтони језик и говори шпански језик               | 40       |
| 70  | Становништво у домородачким домаћинствима                                                        | 129      |
| 71  | Становништво са ограничењима у активностима                                                      | 2926     |
| 72  | Становништво са ограниченим ходањем или кретањем, горе или доле                                  | 1919     |
| 73  | Становници са ограничењима вида, чак и уз кориштење сочива                                       | 740      |
| 74  | Становништво са ограничењима говора, комуникације или конверзације                               | 257      |
| 75  | Становништво са ограниченим слухом                                                               | 314      |
| 76  | Становништво са ограничењима при одевању, купању или јелу                                        | 145      |
| 77  | Становништво са ограничењима у опажању или учењу једноставних ствари                             | 126      |
| 78  | Становништво са менталним ограничењима                                                           | 245      |
| 79  | Становништво без ограничења активности                                                           | 38337    |
| 80  | Становништво од 3 до 5 година које не похађа школу                                               | 792      |
| 81  | Мушко становништво од 3 до 5 година које не похађа школу                                         | 390      |
| 82  | Женско становништво од 3 до 5 година које не похађа школу                                        | 402      |
| 83  | Становништво од 6 до 11 година које не похађа школу                                              | 158      |
| 84  | Мушко становништво од 6 до 11 година које не похађа школу                                        | 79       |
| 85  | Женско становништво од 6 до 11 година које не похађа школу                                       | 79       |
| 86  | Становништво од 12 до 14 година које не похађа школу                                             | 290      |
| 87  | Мушко становништво од 12 до 14 година које не похађа школу                                       | 145      |
| 88  | Женско становништво од 12 до 14 година које не похађа школу                                      | 145      |
| 89  | Становништво од 15 до 17 година похађа школу                                                     | 1716     |
| 90  | Мушко становништво од 15 до 17 година похађа школу                                               | 817      |
| 91  | Женско становништво између 15 и 17 година живота у школи                                         | 899      |
| 92  | Становништво од 18 до 24 године похађа школу                                                     | 1046     |
| 93  | Мушко становништво од 18 до 24 године похађа школу                                               | 494      |
| 94  | Женско становништво од 18 до 24 године похађа школу                                              | 552      |
| 95  | Становништво од 8 до 14 година које не може да чита и пише                                       | 346      |
| 96  | Мушко становништво старосног доба од 8 до 14 година које не може да чита и пише                  | 221      |
| 97  | Женско становништво старосног доби од 8 до 14 година које не може да чита и пише                 | 125      |
| 98  | Становништво од 15 година и више које је неписмено                                               | 5572     |
| 99  | Мушко становништво од 15 година и више које је неписмено                                         | 2606     |
| 100 | Женско становништво од 15 година и више које је неписмено                                        | 2966     |
| 101 | Становништво старо 15 и више година без школовања                                                | 6394     |
| 102 | Мушко становништво старо 15 и више година без школовања                                          | 3112     |
| 103 | Женско становништво старо 15 и више година без школовања                                         | 3282     |
| 104 | Становништво старосног доба 15 и више година са непотпуним основним образовањем                  | 5384     |
| 105 | Мушко становништво старосног доба од 15 година и више са непотпуном основним образовањем         | 2555     |
| 106 | Женско становништво старосног доба 15 и више година са непотпуном основним образовањем           | 2829     |
| 107 | Становништво старо 15 и више година са комплетним основним образовањем                           | 4610     |
| 108 | Мушко становништво старо 15 година и више са комплетним основним образовањем                     | 2211     |
| 109 | Женско становништво старо 15 и више година са комплетним основним образовањем                    | 2399     |
| 110 | Становништво старосног доба 15 и више година са непотпуним средњим образовањем                   | 1375     |
| 111 | Мушко становништво старосног доба од 15 година и више са непотпуним средњим образовањем          | 719      |
| 112 | Женско становништво старосног доба од 15 година и више са непотпуним средњим образовањем         | 656      |
| 113 | Становништво старо 15 и више година са пуним секундарном образовањем                             | 5263     |
| 114 | Мушко становништво старосног доба од 15 година и више са пуним секундарном образовањем           | 2540     |
| 115 | Женско становништво старосног доба од 15 година и више са пуним секундарном образовањем          | 2723     |
| 116 | Становништво старије од 18 година са постосновним образовањем                                    | 5534     |
| 117 | Мушко становништво старије од 18 година са постосновним образовањем                              | 2706     |
| 118 | Женско становништво старије од 18 година са постосновним образовањем                             | 2828     |
| 119 | Просечна оцена школовања                                                                         | 6.18     |
| 120 | Просечан ниво образовања мушке популације                                                        | 6.21     |
| 121 | Просечан ниво образовања женског становништва                                                    | 6.15     |
| 122 | Економски активно становништво                                                                   | 15295    |
| 123 | Економски активна мушка популација                                                               | 11392    |
| 124 | Економски активна женска популација                                                              | 3903     |
| 125 | Становништво које није економски активно                                                         | 16691    |
| 126 | Мушко становништво које није економски активно                                                   | 4091     |
| 127 | Женско становништво које није економски активно                                                  | 12600    |
| 128 | Запослено становништво                                                                           | 14819    |
| 129 | Запослено мушко становништво                                                                     | 10966    |
| 130 | Запослено женско становништво                                                                    | 3853     |
| 131 | Незапослена популација                                                                           | 476      |
| 132 | Незапослена мушка популација                                                                     | 426      |
| 133 | Незапослена женска популација                                                                    | 50       |
| 134 | Становништво без права на здравствене услуге                                                     | 20575    |
| 135 | Становништво које има право на здравствене услуге                                                | 21077    |
| 136 | Становништво које има право на ИМСС                                                              | 8179     |
| 137 | Становништво које има право на социјално осигурање                                               | 4089     |
| 138 | Становништво које има право на државно социјално осигурање                                       | 30       |
| 139 | Становништво које има право на опште осигурање или здравствено осигурање за нову генерацију      | 6679     |
| 140 | Становништво које је било једном или није било у браку током 12 година и више                    | 10755    |
| 141 | Венчано или уједињено становништво од 12 година и више                                           | 17866    |
| 142 | Становништво које је било у браку или уједињено 12 година и више                                 | 3666     |
| 143 | Становништво са католичком религијом                                                             | 36317    |
| 144 | Протестанти, еванђелисти и библијски следбеници различити од еванђелиста                         | 3536     |
| 145 | Становништво са другим религијама различитим од претходних                                       | 38       |
| 146 | Становништво без религије                                                                        | 1369     |
| 147 | Укупно пописаних домаћинства                                                                     | 11041    |
| 148 | Пописна домаћинства на челу са мушкарцима                                                        | 8306     |
| 149 | Пописна домаћинства на челу са женама                                                            | 2735     |
| 150 | Становништво у пописним домаћинствима                                                            | 41657    |
| 151 | Становништво у пописним домаћинствима на челу са мушкарцима                                      | 33255    |
| 152 | Становништво у пописним домаћинствима на челу са женама                                          | 8402     |
| 153 | Укупно домаћинстава                                                                              | 15738    |
| 154 | Укупно насељених домаћинстава                                                                    | 11110    |
| 155 | Укупно приватних кућа                                                                            | 15669    |
| 156 | Насељени приватни домови                                                                         | 11041    |
| 157 | Укупно насељених приватних кућа                                                                  | 11106    |
| 158 | Ненасељене приватне куће                                                                         | 3837     |
| 159 | Појединачна домаћинства за привремену употребу                                                   | 791      |
| 160 | Становници у насељеним приватним кућама                                                          | 41657    |
| 161 | Насељеност станара у приватним становима                                                         | 3.77     |
| 162 | Просечно становника по соби у приватним насељеним домаћинствима                                  | 1.43     |
| 163 | Појединачна домаћинства са подовима од различитих материјала од земље                            | 8604     |
| 164 | Појединачна домаћинства у приземљу                                                               | 2381     |
| 165 | Појединачна домаћинства са једном спаваћом собом                                                 | 5334     |
| 166 | Појединачна домаћинства са две спаваће собе и више                                               | 5538     |
| 167 | Појединачна домаћинства са једним собом                                                          | 1495     |
| 168 | Појединачна домаћинства са две собе                                                              | 3905     |
| 169 | Појединачна домаћинства са 3 собе и више                                                         | 5577     |
| 170 | Појединачна домаћинства која имају електрично светло                                             | 10671    |
| 171 | Појединачна домаћинства која немају електрично светло                                            | 331      |
| 172 | Појединачна домаћинства која имају водоводну воду у стамбеном простору                           | 3514     |
| 173 | Појединачна домаћинства која немају водоводну воду у стамбеном простору                          | 7461     |
| 174 | Појединачна домаћинства која имају тоалет                                                        | 9905     |
| 175 | Појединачна домаћинства која имају канализацију                                                  | 9840     |
| 176 | Појединачна домаћинства која немају канализацију                                                 | 1073     |
| 177 | Појединачна домаћинства која имају електрично светло, довод воде из јавне мреже и канализацију   | 3287     |
| 178 | Појединачна домаћинства без икаквих услова                                                       | 386      |
| 179 | Појединачна домаћинства која имају радио                                                         | 7834     |
| 180 | Појединачна домаћинства која имају телевизор                                                     | 9544     |
| 181 | Појединачна домаћинства која имају фрижидер                                                      | 9615     |
| 182 | Појединачна домаћинства која имају машину за веш                                                 | 7371     |
| 183 | Појединачна домаћинства која имају аутомобил или комби                                           | 4210     |
| 184 | Појединачна домаћинства која имају рачунар                                                       | 1468     |
| 185 | Појединачна домаћинства која имају фиксну телефонску линију                                      | 3830     |
| 186 | Појединачна домаћинства која имају мобилни телефон                                               | 3925     |
| 187 | Појединачна домаћинства која имају приступ интернету                                             | 928      |